# Râul Athabasca
Râul Athabasca (Athabasca River) este un râu cu lungimea de 1231 km, cu suprafața bazinului de colectare de 95.300 km², el este situat în provincia canadiană Alberta, și aparține de sistemul fluvial Mackenzie (Canada). Athabasca își are izvorul în regiunea din sud-vestul provinciei Alberta, apa izvorului provine din topirea ghețarului Athabasaca care se află în Parcul Național Jasper în apropiere de granița cu provincia British Columbia. Râul curge în direcția nord-est traversează platoul Great Plains și la granița provinciei Saskatchewan se varsă în lacul Lake Athabasca.

## Localități traversate
- Jasper
- Hinton
- Whitecourt
- Fort McMurray
- Athabasca

## Afluenți
| Alberta's Rockies - Habel Creek - Warwick Creek - Quincy Creek - Chaba River - Dragon Creek - Sunwapta River - Ranger Creek - Fryatt Creek - Lick Creek - Geraldine Lakes - Kerkeslin Creek - Hardisty Creek - Whirpool River - Astoria River - Portal Creek - Wabasso Creek - Whistlers Creek - Tekerra Creek - Miette River - Pyramid Lake - Maligne River - Garonne Creek - Snaring River - Morro Creek - Cobblestone Creek - Corral Creek - Jacques Creek - Rocky River - Snake Indian River - Mountain Creek - Fiddle River - Supply Creek - Oldhouse Creek - Prine Creek - Maskuta Creek | Central Alberta - Hardisty Creek - Fish Creek - Cache Petotte Creek - Tiecamp Creek - Canyon Creek - Ponoka Creek - Plante Creek - Apetowun Creek - Obed Creek - Oldman Creek - Nosehill Creek - Jackpine Creek - Berland River - Beaver Creek - Marsh Head Creek - Pine Creek - Pass Creek - Two Creek - Windfall Creek - Chickadee Creek - Bessie Creek - Stony Creek - McLeod River - Sakwatamau River | Northern Alberta - Freeman River - Timeu Creek - Pembina River - Lesser Slave River - Lawrence Lake Creek - Baptiste Lake Creek - Tawatinaw River - La Biche River - Calling River - McMillan Lake Creek - Parallel Creek - Pelican River - House River - Horse River - Clearwater River - Steepbank River - Muskeg River - Mackay River - Ells River - Firebag River - Richardson River |

## Galerie de imagini

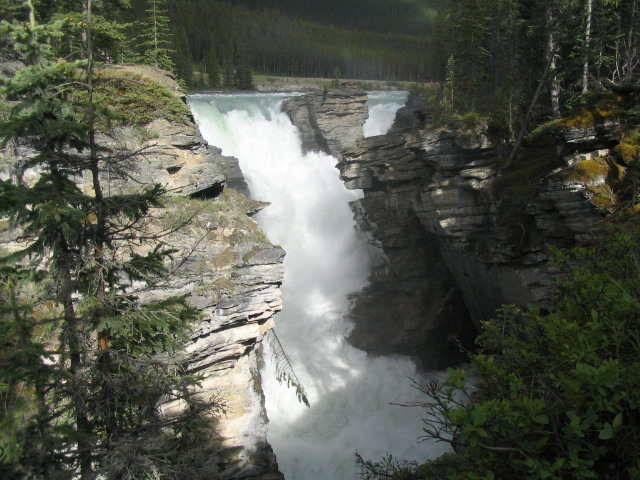
Athabasca Falls Cascadele Athabasca
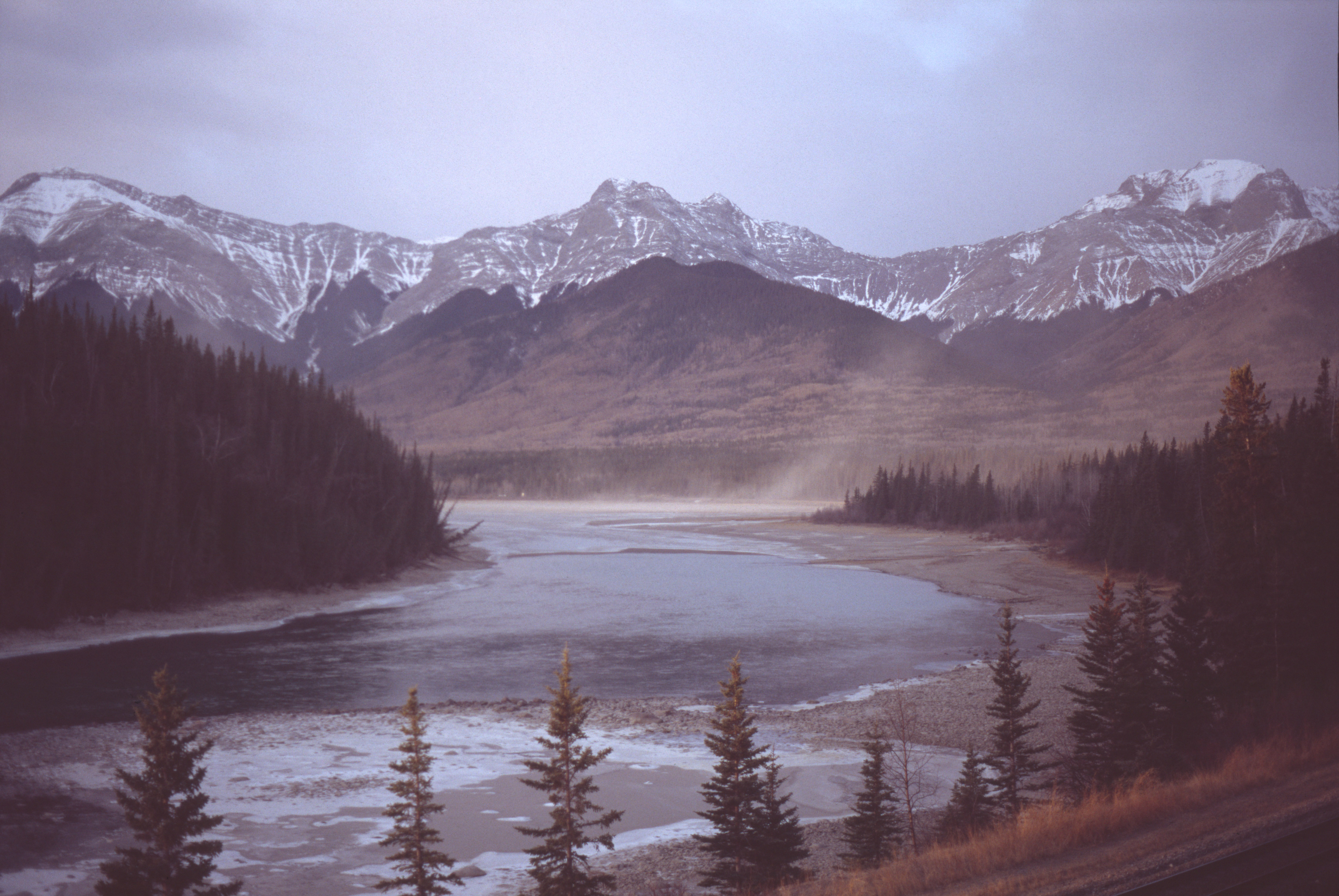
Athabasca la vărsare în lacul Brule Lake
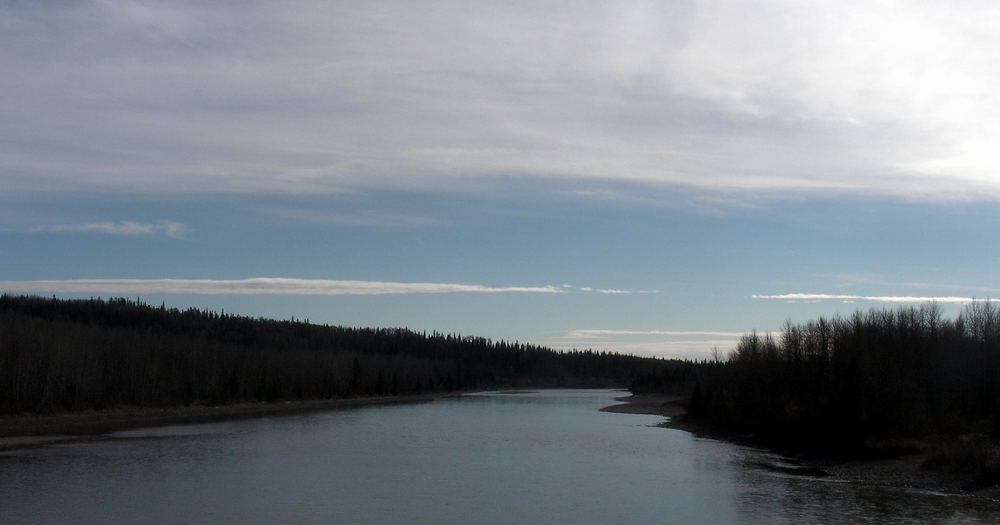
Athabsca la Whitecourt
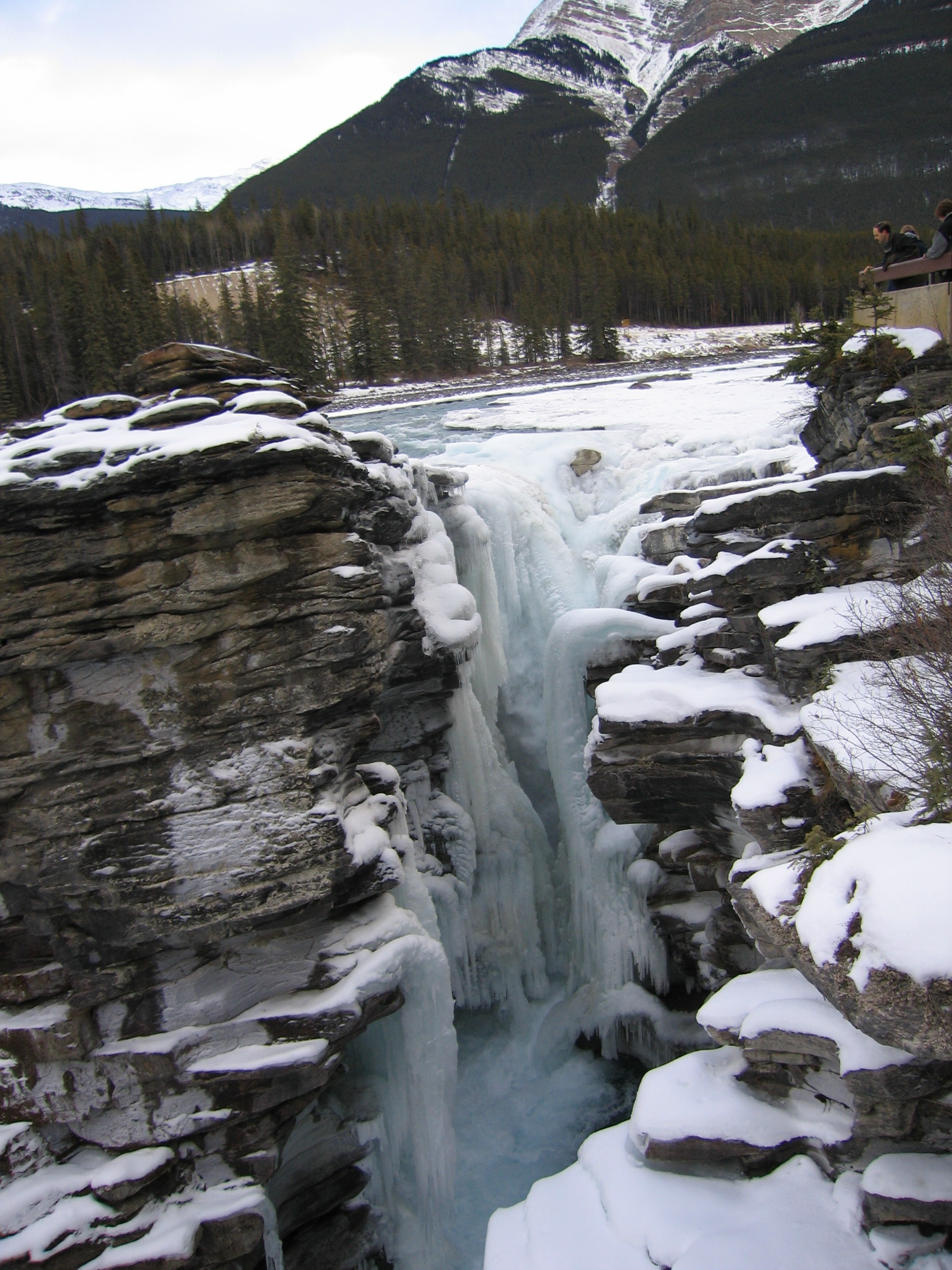
Athabasca Falls Cascadele Athabasca iarna
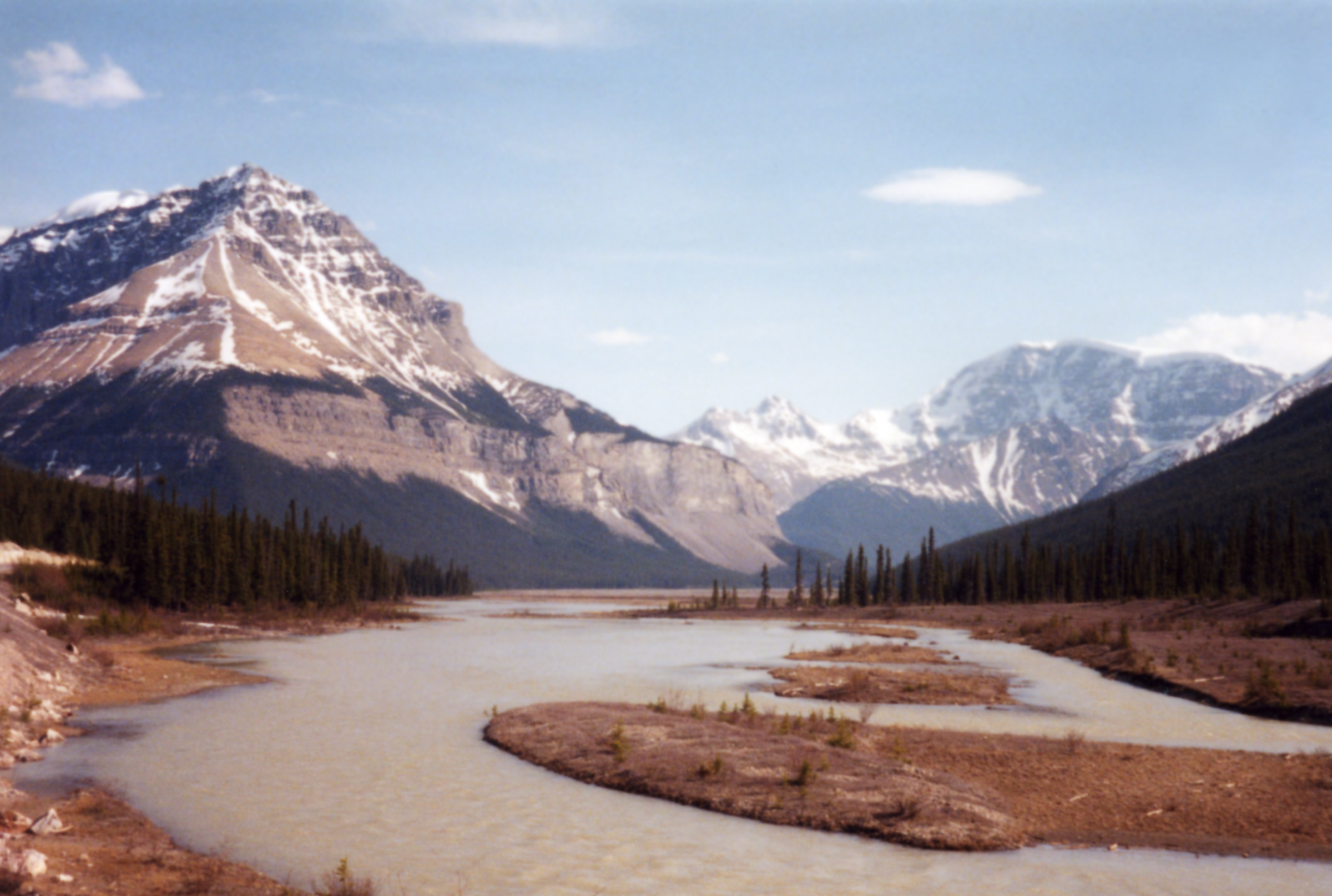
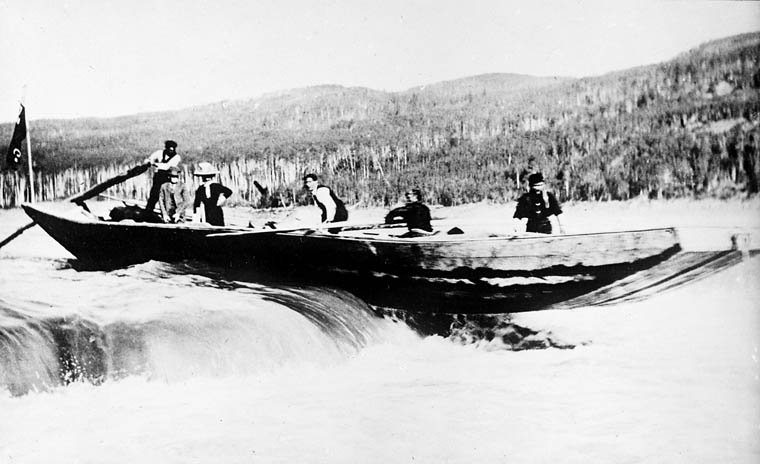
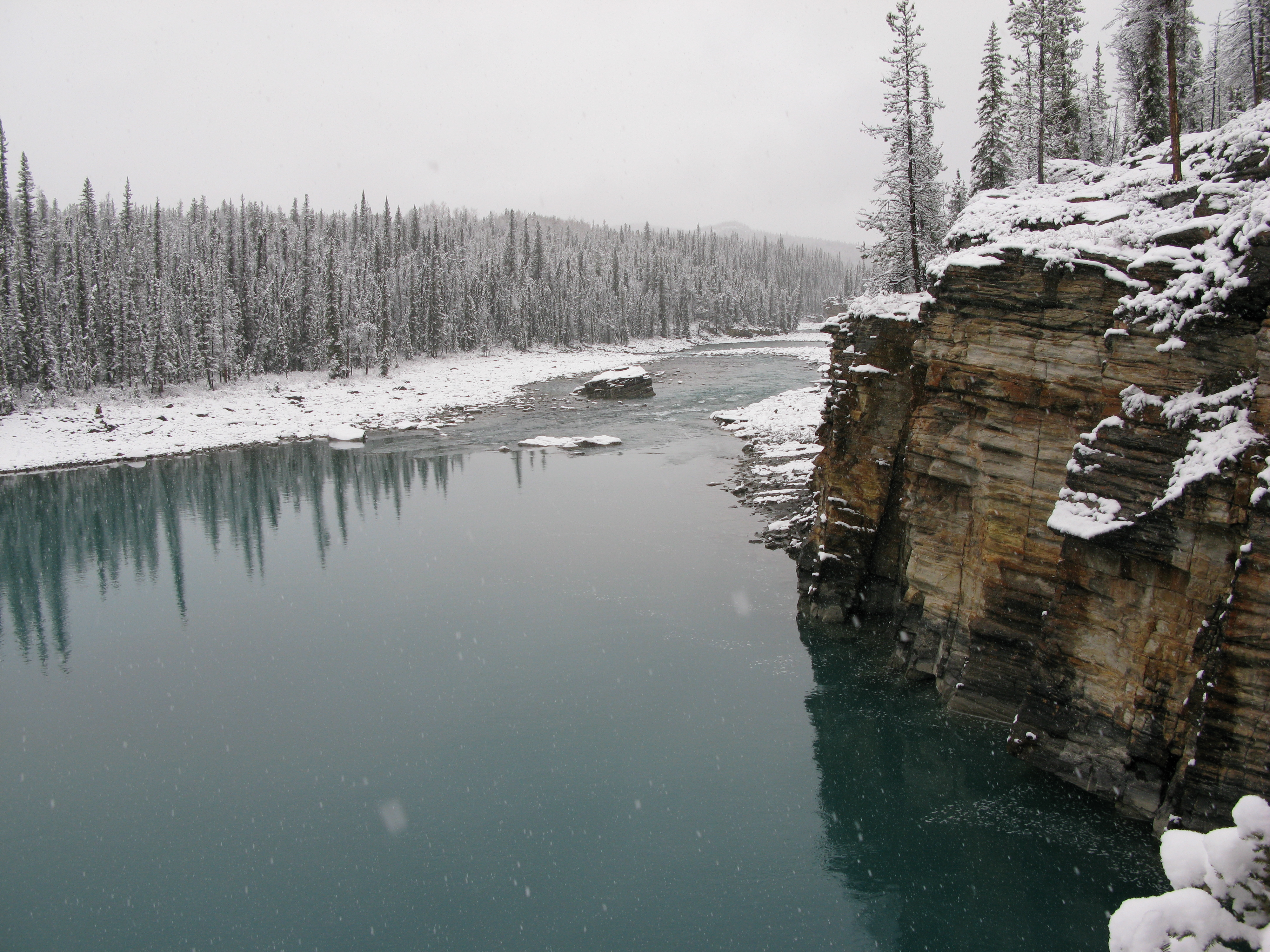
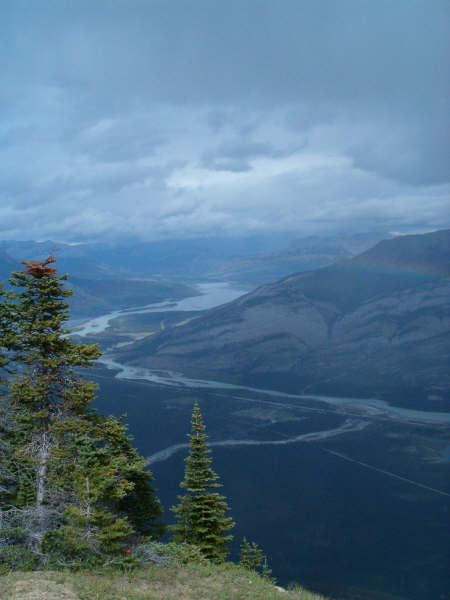